# Regimento de Infantaria Imemorial do Rei nº 1
O Regimento de Infantaria Imemorial do Rei nº 1 é uma unidade militar do exército espanhol. É a unidade militar ativa mais antiga do mundo, à frente de uma turca e outra inglesa.[carece de fontes?]

## História
O regimento foi criado a seguir à tomada de Sevilha, no ano de 1248, pelo rei Fernando III de Castela e desde então tem feito parte do Exército espanhol.
O seu nome foi mudado várias vezes ao longo do tempo, como quando se converteu em terço (em castelhano:  tercio) e recebeu o nome de Morados de Castilla. A alcunha El Freno (o travão) surgiu nas guerras da Flandres. Deste regimento saíram os soldados com que se fundou em 1537 a Infantaria de Marinha, o corpo de fuzileiros navais mais antigos do mundo.[carece de fontes?]

## Atualidade
O regimento presta serviço no Estado-Maior do Exército, no Palácio de Buenavista, na Praça de Cibeles. Uma das suas companhias, a de Segurança e Honras, dedica-se às cerimónias de honras de estado às mais altas dignidades que visitam a Espanha, assim como às autoridades nacionais.
É no Regimento de Infantaria Imemorial do Rei que os Príncipes das Astúrias, os herdeiros reais, assentam praça como soldados do Exército espanhol.

## Uniforme
Além do uniforme regulamentar, os soldados do regimento usam outros uniformes de época, como os do tempo de Afonso XII (final do século XIX) , e os uniformes de granadeiros do princípio do mesmo século.